# برنت اسکاوکرافت
برنت اسکاوکرافت (انگلیسی: Brent Scowcroft; ‎/ˈskoʊkrɒft/‎؛ زادهٔ ۱۹ مارس ۱۹۲۵ – درگذشتهٔ ۶ اوت ۲۰۲۰) سپهبد بازنشستهٔ نیروی هوایی ایالات متحده آمریکا بود. او مشاور امنیت ملی آمریکا در دوره‌های ریاست جمهوری جرالد فورد و جرج هربرت واکر بوش بود. او همچنین به عنوان دستیار نظامی رئیس‌جمهور ریچارد نیکسون و قائم مقام دستیار رئیس‌جمهور در امور امنیت ملی در دولت‌های نیکسون و فورد مشغول به کار بود. او به عنوان رئیس هیئت مشاور اطلاعات خارجی رئیس‌جمهور در دورهٔ جرج دبلیو بوش از ۲۰۰۱ تا ۲۰۰۵ فعالیت کرد و به رئیس‌جمهور باراک اوباما در برگزیدن تیم امنیت ملیش کمک کرد.
اسکاوکرافت از منتقدین سرشناس جمهوریخواه سیاست آمریکا در قبال عراق، پیش و پس از اشغال ۲۰۰۳ بود، مسئله‌ای که منتقدین جنگ با توجه به روابط نزدیک او با رئیس‌جمهور سابق جرج هربرت واکر بوش شایان توجه تلقی می‌کنند. اسکاوکرافت با وجود انتقاد علنی از تصمیم به اشغال عراق، همچنان خود را «دوست» دولت بوش می‌دانست. او قویاً مخالف خروج شتاب زده از عراق بود و آن را پیش از این که این کشور بتواند بر خود حکمرانی کند، پایدار شود، و از خود دفاع کند، «شکستی استراتژیک برای منافع آمریکا با احتمال عواقب فاجعه بار هم در منطقه و هم فراتر از آن» می‌دانست. اسکاوکرافت از اشغال افغانستان به عنوان پاسخی مستقیم به تروریسم حمایت می‌کرد.
وی همچنین برنده جوایزی همچون نشان افتخار آزادی رئیس‌جمهوری شده‌است. وی در ۶ اوت ۲۰۲۰ در سن ۹۵ سالگی درگذشت.